# Obrne
Obrne so naselje v Občini Bled.